# باشگل
باشگل، روستایی از توابع بخش مرکزی شهرستان تاکستان در استان قزوین ایران است.

## جمعیت
این روستا در دهستان نرجه قرار دارد و براساس سرشماری مرکز آمار ایران در سال ۱۳۸۵، جمعیت آن زیر سه خانوار بوده‌است.

## منطقه محافظت شده باشگل
در کنار ای روستا، منطقه محفاظت شده‌ای نیز قرار دارد که با همین نام شناخته می‌شود. در این منطقه که وسعتی حدود ۲۷ هزار هکتار دارد، گونه‌های جانوری متعددی به زندگی و زادآوری می‌پردازند. این منطقه به پناهگاه امنی برای قوچ‌ها، میش‌ها آهوهای بومی تبدیل شده‌است.